# Paraoosternum sorex
Paraoosternum sorex är en skalbaggsart som först beskrevs av Sharp 1874.  Paraoosternum sorex ingår i släktet Paraoosternum och familjen palpbaggar. Inga underarter finns listade i Catalogue of Life.